# 氟硼酸镍
氟硼酸镍是一种无机化合物，化学式为Ni(BF4)2，可由碱式碳酸镍和氟硼酸反应制得。它的六水合物在120 °C长时间加热，会缓慢分解，这源自于Ni2+催化BF4−水解为BF3OH−和HF。它和4-氨基-1,2,4-三氮唑（NH2trz）反应，可以得到蓝色的[Ni3(NH2trz)6(H2O)6](BF4)6·4H2O。它和[PPN]3[Os(CN)6]反应，可以得到红橙色的Ni3[Os(CN)6]2·4.04H2O。